# Tiempo (Rogelio Botanz)
Tiempo es un disco del cantautor vasco-canario Rogelio Botanz.
Rogelio aparece acompañado de su banda... (Puntos Suspensivos), compuesta por una sección de pop-rock (bajo, batería, guitarra eléctrica y teclados) y una sección de percusión canaria. A las percusiones canarias se le une además el apoyo del grupo folclórico Guahedum, bajo la brillante producción artística de Julio Tejera.
Tras la edición de Tic-Tac, disco de 5 canciones, el ex componente de Taller Canario de Canción edita en el año 2001 su primer disco "largo" en solitario. 
En este disco se intenta buscar una gran variedad de estilos musicales, y podemos encontrarnos con temas acústicos con sonido más cercano a la canción de autor "tradicional" (Hoy tú), con reggae africano (Corazón), hip-hop (Tiempo), sonidos celtas fusionados con folclore canario (Canarlanda), jota (A la tierra en que he nacido), música vasca (Bihotzean da indarra), son cubano (Gente que sí), sirinoque (Sirinoque al sol), fusión rock - folclore canario, etc.
Al igual que en los álbumes de Taller Canario, en Tiempo van a participar un gran número de músicos tanto canario como internacionales, destacando el cubano Gerardo Alfonso, los vasco Tapia eta Leturia y el mexicano Alejandro Filio.

## Canciones
1. Tiempo (Rogelio Botanz)
2. Gente que sí (Rogelio Botanz)
3. Maña, fuerza y corazón (Haï t´uhu catanaja) (Rogelio Botanz)
4. Amistades particulares (Rogelio Botanz)
5. Corazón (Abrahan Kodjo)
6. Nómadas (Rogelio Botanz)
7. Hoy tú (Rogelio Botanz)
8. Arrorró para una abuela que no se deja dormir (Rogelio Botanz/ popular)
9. Nire poesía (Gabriel Aresti / Rogelio Botanz)
10. Noche de los lápices (Rogelio Botanz)
11. Canarlanda (Rogelio Botanz)
12. Bihotzean da indarra (Rogelio Botanz)
13. Sirinoque al sol (Rogelio Botanz)
14. A la tierra en que he nacido (popular)
15. (Bonus track) Sirinoque de Las Tricias (popular)
16. (Bonus track): juego del palo y lucha del garrote.

## Músicos
- Rogelio Botanz: voz, guitarra española y acústica, litófono, ganigófono, pito herreño, bucio y percusión canaria.
- Julio Tejera: Producción, arreglos,programaciones, teclados y loops.
- Larry Jean Louis: Guitarra eléctrica. Guitarra acústica en Amistades particulares.
- José Carlos Machado: Bajo .
- Alfredo Llanos: Batería.
- Horacio Martell y Azuquahe Pérez: Pito herreño y bucio.
- Julia Botanz, Miriam Botanz, Héctor, Monsi, Tamia, Bianca y Cartu: Percusión canaria.
- Manuel Ángel Lorenzo (de Troveros de Asieta: Trompeta.
- Domingo Rodríguez Oramas "Colorao": Timple.
- Joseba Tapia: Soinu Txikia (acordeón).
- Arkaitz Miner: Violín.
- José Pedro Pérez: Percusión en Corazón y Nómadas.
- Xabier Berasaluze "Leturia": Pandero en Canarlanda y Bihotzean da indarra. Zapateado y washdrow en Canarlanda.
- Julio Tejera (padre): Cuatro venezolano en Corazón.
- Sergio García de la Nuez: Bodran en Canarlanda.
- Alex Ruiz de Azua: Alboka en Bihotzean da indarra.
- Ibon Garmendia y Buli Domínguez "Zuhaitzaren soinua": Txalaparta en Bihotzean da indarra.

- Baile en Sirinoque al sol: Rogelio Botanz, Tamia, Julia Botanz, Miriam Botanz, Horacio Martell, Bianca, Cartu y Yurena Natalia.
- Coros en Maña, fuerza y corazón: ... (Puntos suspensivos) y las pilas de garrote Tamadaba, Acentejo e Ichasagua.
- Lucha del garrote en Maña, fuerza y corazón y en los bonus track: Carlos Barrera y Fran Díaz.
- Juego del palo en Maña, fuerza y corazón y en los bonus track: Marino Acosta, J. Mario Acosta, Elisio "Santana" Díaz, Manuel Díaz, Ángel González y Antonio Cabrera.

## Colaboraciones
- Tinguaro: Voz y rap en Tiempo.
- Gerardo Alfonso: voz en Gente que sí.
- Troveros de Asieta (Manuel Ángel Lorenzo, Fernando García, Pedro Brito y F. Concepción: Percusión cubana, quinto, trompetas y coros en Gente que sí.
- Abrahan Kodjo: Voz en Corazón.
- Alejandro Filio: Voz en Hoy tú.
- Roge txiki Botanz: voz en Hoy tú.
- Olga Ramos: voz en Arrorró para una abuela que no se deja dormir.
- Diego Massimini: voz en Noche de los lápices.
- Luisa Machado y Esther Ovejero: Voz en Sirinoque de las Tricias.
- Agrupación Sirinoque de Las Tricias: interpretación y juego de relaciones del Sirinoque de las Tricias (tambor y canto: Pelayo Hernández Pérez; flauta: Leopoldo Rodríguez Rodríguez; castañuelas: Clemente Barreto Marichal).
- Rogelio Botanz Olmos: voz en A la tierra en que he nacido.

- Datos: Q6146476